# 第6回国民体育大会
第6回国民体育大会（だい6かいこくみんたいいくたいかい）は、1951年の1月25日から10月31日までの期間、広島県の広島市を主な会場として開催された。

## 概要
冬季は1月25日から1月28日まで青森県八戸市で冬季大会スケート・競技会が、2月28日から3月4日まで新潟県妙高高原町でスキー競技会が行われた。
夏季は9月21日から24日まで広島市・呉市・宮島町で、秋季は10月27日から10月31日まで広島県・山口県防府市・鳥取県大山町で行われた。
参加者は、前年の国体常任委員会の決定により、前大会から3割減じた1万人を限度としていた。
1945年の広島市への原子爆弾投下からの復興の最中に行われており、焼失していた広島城の天守閣がこの国体の時期にあわせて木造仮設ながら再建されている。
また、この大会の開幕式からマスゲームが始まり、都道府県旗が掲揚された。

## 競技と会場

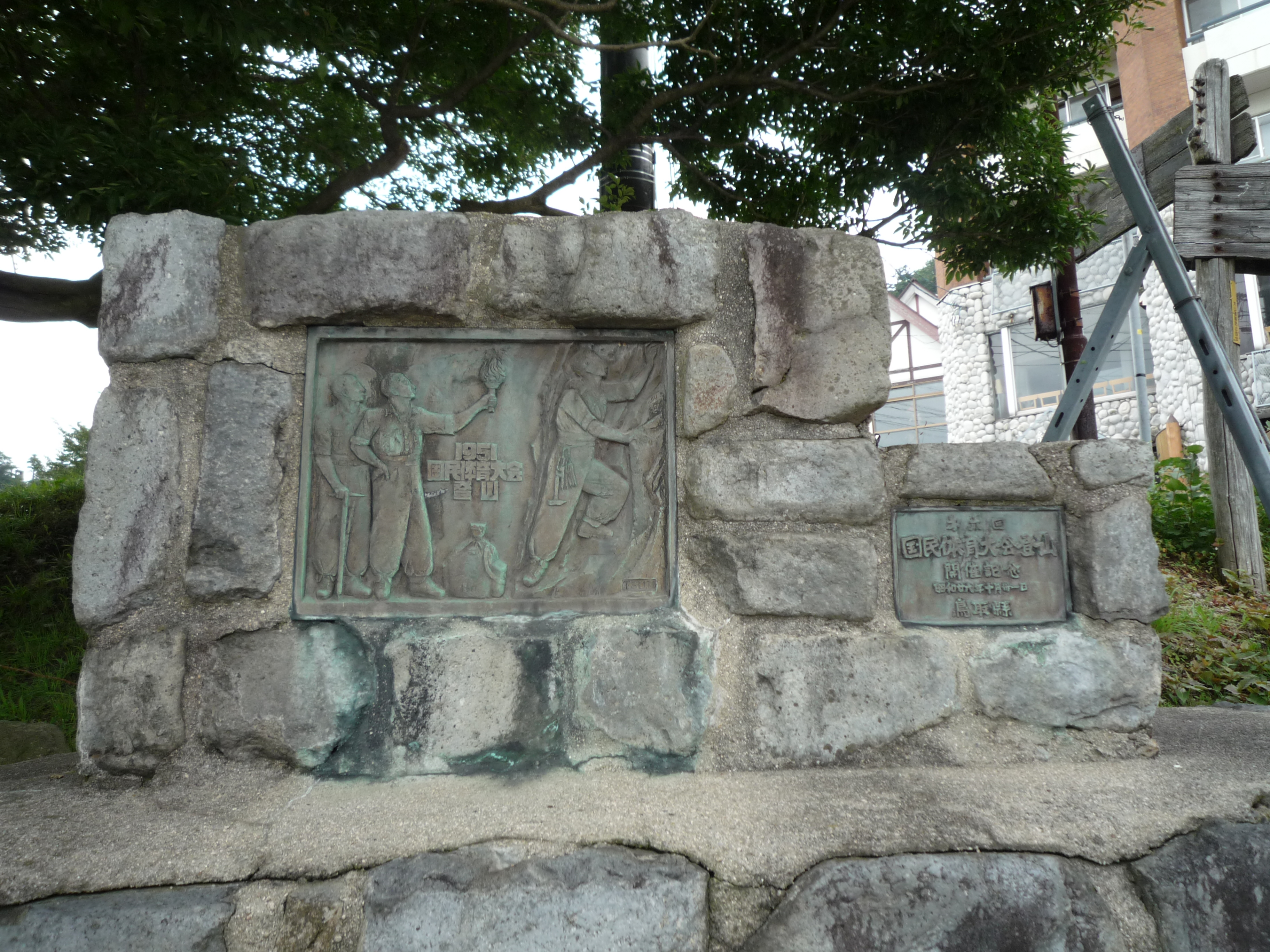
鳥取県大山町にある、登山競技開催記念碑

- スケート : 青森県八戸市長根スケートリンク
- スキー : 新潟県高田市高田シャンツェ　他
- 水泳 : 呉市市営プール
- 漕艇 : 宮島町宮島口コース
- ヨット : 宮島町包ヶ浦ヨットハーバー
- 陸上 : 広島市県営総合グランド
- サッカー : 広島市国泰寺高グラウンド
- テニス（庭球） : 広島市市設テニスコート
- ホッケー : 広島市山陽高グラウンド　他
- ボクシング : 尾道市千光寺公園
- バレーボール : 呉市二河コート　他
- 体操 : 広島市広大付高体育館
- バスケットボール : 福山市福山南高　他
- レスリング : 広島市本川小講堂
- ウエイトリフティング : 三原市広大三原分校
- ハンドボール : 広島市皆実高グラウンド　他
- 自転車 : 山口県防府市防府競輪場　他
- ソフトテニス（軟式庭球） : 呉市稲荷町庭球場
- 卓球 : 呉市宮原高　他
- 軟式野球 : 呉市呉広球場　他
- 相撲 : 三原市西宮相撲場
- 馬術 : 福山市市営競馬場
- 柔道 : 福山市八幡宮境内
- ソフトボール : 尾道市千光寺公園
- フェンシング : 三原市三原小講堂
- バドミントン : 広島市広大東雲分校
- 弓道 : 広島市広大本部グラウンド
- 射撃 : 呉市三河狭射撃場
- ラグビー : 広島市県営ラグビー場　他
- 山岳 : 鳥取県米子市大山山系
- 高校野球 : 福山市市営球場

## 総合成績

### 冬季大会

#### 天皇杯
- 1位:北海道
- 2位:長野県
- 3位:青森県

#### 皇后杯
- 1位:北海道
- 2位:長野県
- 3位:青森県

### 夏季・秋季大会

#### 天皇杯
- 1位:東京都
- 2位:福岡県
- 3位:神奈川県

#### 皇后杯
- 1位:東京都
- 2位:岡山県
- 3位:愛知県

## 外部サイト
- 日体協による第6回国体概要